# Copa de Algarve 2000
La Copa de Algarve de 2000 fue la séptima edición de este torneo. Es una competición anual de fútbol femenino organizada en la región de Algarve en Portugal.
Estados Unidos ganó su primera Copa de Algarve al vencer en la final a Noruega por 1 a 0.

## Equipos participantes
| - Canadá - China - Dinamarca - Estados Unidos | - Finlandia - Noruega - Portugal - Suecia |

## Fase de grupos

### Grupo A
| Equipo         | Pts | PJ | PG | PE | PP | GF | GC | DG  |
| -------------- | --- | -- | -- | -- | -- | -- | -- | --- |
| Estados Unidos | 9   | 3  | 3  | 0  | 0  | 10 | 1  | +9  |
| Suecia         | 6   | 3  | 2  | 0  | 1  | 6  | 2  | +4  |
| Dinamarca      | 3   | 3  | 1  | 0  | 2  | 3  | 3  | 0   |
| Portugal       | 0   | 3  | 0  | 0  | 3  | 1  | 14 | -13 |

| 12 de marzo | Estados Unidos                                                                                          | 7:0     | Portugal | Albufeira, |  |
|             | 5' 11' 63' Cindy Parlow · 6' Shannon McMillan · 22' Joy Fawcett · 67' Tisha Venturini · 88' Julie Foudy | Reporte |          |            |  |

| 12 de marzo | Suecia       | 1:0     | Dinamarca | Silves, |  |
|             | Elin Flyborg | Reporte |           |         |  |

| 14 de marzo | Estados Unidos                         | 2:1     | Dinamarca       | Faro, |  |
|             | 67' Lorrie Fair · 86' Shannon McMillan | Reporte | 10' Gitte Krogh |       |  |

| 14 de marzo | Suecia                                    | 5:1     | Portugal       | Faro, |  |
|             | Kristin Bengtsson · Tina Nordlund · Sundh | Reporte | 31' Paula Reis |       |  |

| 16 de marzo | Estados Unidos | 1:0     | Suecia | Lagos, |  |
|             | 65' Mia Hamm   | Reporte |        |        |  |

| 16 de marzo | Dinamarca                     | 2:0     | Portugal | Lagos, |  |
|             | Merete Pedersen · Gitte Krogh | Reporte |          |        |  |

### Grupo B
| Equipo    | Pts | PJ | PG | PE | PP | GF | GC | DG |
| --------- | --- | -- | -- | -- | -- | -- | -- | -- |
| Noruega   | 9   | 3  | 3  | 0  | 0  | 7  | 1  | +6 |
| China     | 6   | 3  | 2  | 0  | 1  | 8  | 4  | +4 |
| Canadá    | 3   | 3  | 1  | 0  | 2  | 3  | 7  | -4 |
| Finlandia | 0   | 3  | 0  | 0  | 3  | 2  | 8  | -6 |

| 12 de marzo | China                                            | 4:0     | Canadá | Lagoa, |  |
|             | 12' 52' Sun Wen · 19' Jin Yan · 35' Zhang Ouying | Reporte |        |        |  |

| 12 de marzo | Noruega                                     | 2:0     | Finlandia | Lagoa, |  |
|             | 38' Marianne Pettersen · 57' Dagny Mellgren | Reporte |           |        |  |

| 14 de marzo | China                                           | 4:1 | Finlandia          | Albufeira, |  |
|             | Jin Yan · Zhang Ouying · Zhao Lihong · Liu Ying |     | Christina Forssell |            |  |

| 14 de marzo | Noruega                                  | 2:1     | Canadá                | Albufeira, |  |
|             | 14' Marianne Pettersen · 45' Linda Ørmen | Reporte | 8' Christine Sinclair |            |  |

| 16 de marzo | China | 0:3     | Noruega                   | Portimão, |  |
|             |       | Reporte | 7' 28' 63' Dagny Mellgren |           |  |

| 16 de marzo | Finlandia       | 1:2     | Canadá                              | Portimão, |  |
|             | 24' Satu Kinnas | Reporte | 32' Isabelle Harvey · 89' Amy Walsh |           |  |

## Fase final

### 7.° puesto
| 18 de marzo | Finlandia                                         | 3:0     | Portugal | Montechoro, |  |
|             | Heidi Kackur · Christina Forssell · Laura Kalmari | Reporte |          |             |  |

### 5.° puesto
| 18 de marzo | Canadá                                       | 3:2     | Dinamarca                             | Lagoa, |  |
|             | 4' 57' Christine Sinclair · 29' Breanna Boyd | Reporte | 10' Merete Pedersen · 58' Lene Jensen |        |  |

### 3.° puesto
| 18 de marzo | China   | 1:0     | Suecia | Quarteira, |  |
|             | Sun Wen | Reporte |        |            |  |

### Final
| 18 de marzo | Estados Unidos            | 1:0     | Noruega | Loulé, |  |
|             | 9' (pen.) Brandi Chastain | Reporte |         |        |  |

| Campeón                   |
| Estados Unidos 1.° título |

## Goleadoras
| Jugadora           | Goles |
| ------------------ | ----- |
| Dagny Mellgren     | 4     |
| Christine Sinclair | 3     |
| Sun Wen            | 3     |
| Cindy Parlow       | 3     |
| Jin Yan            | 2     |
| Zhang Ouying       | 2     |
| Gitte Krogh        | 2     |
| Merete Pedersen    | 2     |
| Christina Forssell | 2     |
| Marianne Pettersen | 2     |
| Tina Nordlund      | 2     |
| Kristin Bengtsson  | 2     |
| Shannon MacMillan  | 2     |